# 高藤武馬
高藤 武馬（たかとう たけま、1906年2月15日 - 1990年8月19日）は、国文学者、俳人。
広島市生まれ。東京帝国大学文学部国文科卒。法政大学教授、1977年定年、名誉教授。柳田國男に師事して民俗学を学び「柳田全集」編さんに関わった、古典作品の現代語訳も多くおこなった。若き日は蓮田善明と交流があった。種田山頭火も研究し全集を編纂した。俳号・馬山人。

## 著書
- 『女子万葉』三国書房、1944
- 『万葉女人像』三国書房、1944
- 『万葉の女たち』朝日新聞社 朝日文化手帖、1954
- 『ことばの学校』吉田健男絵 筑摩書房 新版小学生全集、1963
- 『奥の細道歌仙評釈』筑摩書房、1966
- 『芭蕉連句鑑賞』筑摩書房、1971
- 『朴亭独唱 馬山人』古川書房、1971
- 『走馬燈 句集』古川書房、1976
- 『桃青俳諧談義』筑摩書房、1976
- 『楽書山頭火帖』筑摩書房、1977
- 『沖縄游記』古川書房、1978 古川叢書
- 『ひぐらし帖 随筆』古川書房、1981
- 『絵のない絵巻 俳諧遊記』古川書房、1982
- 『ことばの聖 柳田國男先生のこと』筑摩書房、1983
- 『天田愚庵 自伝と順礼日記』古川書房、1984 古川叢書
- 『旅つゞれ』古川書房、1984

### 共著
- 『山頭火句と言葉』大山澄太共著、春陽堂書店、1974
- 『山頭火 研究と資料』大山澄太共編集、春陽堂書店、1980

### 校註
- 富田高慶『二宮尊徳』春陽堂、1942、新文庫

### 現代語訳
- 夏目漱石原作『わが輩は猫である』筑摩書房、1950、中学生全集
- 十返舎一九原作『東海道中ひざくり毛』宮尾しげを絵、同和春秋社、1952、少年読物文庫
- 『大鏡物語』森村宜永絵、同和春秋社、1954、日本名作物語
- 滝沢馬琴原作『為朝ものがたり』永井潔絵、筑摩書房、小学生全集、1955
- 『西鶴物語』羽石光志絵、同和春秋社、日本名作物語、1957
- 滝沢馬琴原作『里見八犬伝物語』古沢岩美絵、日本少年少女古典文学全集、弘文堂、1957
- 『私たちの日本文学 古典』永井潔絵、筑摩書房、新中学生全集、1958
- 『太閤記物語』伊藤好一郎絵、日本少年少女古典文学全集、弘文堂、1959
- 『椿説弓張月』古典日本文学全集、筑摩書房、1960
- 『忠臣蔵 赤穂浪士のうちいり』箕田源二郎絵、学灯社 小学生の日本古典全集、1970
- 『為朝物語　椿説弓張月』清野清二絵、春陽堂 少年少女文庫、1977

### 編纂
- 『山頭火全集』第10巻、春陽堂書店、1987

## 参考
- 『芭蕉連句鑑賞』著者紹介
- 『人物物故大年表』日外アソシエーツ